# Waihopai (rivière de Marlborough)
Pour les articles homonymes, voir Waihopai.
La rivière Waihopai  (anglais : Waihopai River) la plus au nord des deux rivières de Nouvelle-Zélande de ce nom, située dans l’Île du Sud et qui courent dans la région de Marlborough et est un affluent majeur du fleuve Wairau. 

## Géographie
La rivière prend sa source dans la montagne de chaîne de Raglan (en), à 70 km au nord-ouest de la ville de Kaikoura. Elle s'écoule dans une direction nord-est sur toute sa longueur, dont la première section traverse une étroite vallée de type alpin. Après avoir rejoint son affluent principal, la rivière Spray, la vallée commence à s’élargir, devenant une large vallée lors de la rencontre avec le second affluent, la rivière Avon. Sur les 15 derniers kilomètres de son cours, la rivière Waihopai tourne au nord, atteignant le fleuve Wairo à 7 km à l'ouest de la ville de Renwick.